# Santa Ana Zegache
Santa Ana Zegache är en kommun i Mexiko.   Den ligger i delstaten Oaxaca, i den sydöstra delen av landet, 400 km sydost om huvudstaden Mexico City.
Följande samhällen finns i Santa Ana Zegache:
- San Jerónimo Zegache